# آرثر جاي هارتمان
آرثر جاي هارتمان (بالإنجليزية: Arthur J. Hartman)‏ هو قائد منطاد ‏ أمريكي، ولد في 14 يوليو 1888 في برلنغتون في الولايات المتحدة، وتوفي بنفس المكان في 19 أكتوبر 1970.